# Herb Kohl
Herbert H. "Herb" Kohl, född 7 februari 1935 i Milwaukee i Wisconsin, död 27 december 2023 i Milwaukee, var en amerikansk demokratisk politiker. Han var ledamot av USA:s senat från Wisconsin 1989–2013.
Kohl avlade 1956 kandidatexeman vid University of Wisconsin–Madison och 1958 MBA vid Harvard University. Han var ordförande för delstaten Wisconsins demokrater 1975–1977. Innan karriären i politiken hjälpte han bygga ut familjeföretaget, varuhuskedjan Kohl's. Han köpte 1985 NBA-laget Milwaukee Bucks. Han donerade 25 miljoner $ till University of Wisconsin-Madison så att de kunde bygga en ny arena, Kohl Center. Det var den största donationen i University of Wisconsin Systems historia.
Han blev 1988 invald i USA:s senat med 52% av rösterna. Motkandidaten, republikanen Susan Engeleiter fick 48%. Kohl omvaldes 1994, 2000 och 2006. I 2006 års kongressval fick han två tredjedelar av rösterna.
Kohl förespråkade rätten till abort och var motståndare till dödsstraff. Han var judisk.